# Julien Fivaz
Julien Fivaz, né le 9 janvier 1979 à La Chaux-de-Fonds, est un athlète suisse spécialisé dans le saut en longueur.

## Biographie
En 2003, il participe à ses premiers grands championnats chez les élites en se qualifiant pour les championnats du monde de Paris grâce à un saut à 8,27 m, qui constitue le record helvétique.
En 2007, Fivaz participe aux championnats du monde militaire à Hyderâbâd où il décroche le titre de vice-champion du monde militaire. Deux ans plus tard à Beyrouth, il remporte la médaille de bronze des Jeux de la francophonie grâce à un saut à 7,76 m.
Après plusieurs années de blessure, Julien Fivaz se qualifie pour les Jeux olympiques d'été de 2008.
Il a été plusieurs fois champion suisse en salle et en plein air[réf. nécessaire] et est actuellement sociétaire du CA Genève, après des passages au SEP Olympic de La Chaux-de-Fonds ainsi qu'au CA Fribourg.

## Records
Il détient le record suisse de longueur U20 (7.70m, 19 septembre 1998 à La Chaux-de-Fonds) et de longueur Hommes (8.27m, 2 août 2003 à Ebensee).